# Falsomesosella truncatipennis
Falsomesosella truncatipennis là một loài bọ cánh cứng trong họ Cerambycidae.